# Ferdynand (księżyc)
Ferdynand (Uran XXIV) – najbardziej zewnętrzny znany księżyc Urana. Jest to niewielki (średnica około 20 km), ciemny księżyc, który okrąża macierzystą planetę ruchem wstecznym. Nazwany został imieniem syna króla Neapolu z Burzy Williama Szekspira.
Został odkryty przez Matthew Holmana, Johna Kavelaarsa, Dana Milisavljevica i Bretta Gladmana 13 sierpnia 2001 roku w Międzyamerykańskim Obserwatorium Cerro Tololo. Mimo że został zaobserwowany ponownie 21 września i 15 listopada, a także rok później, 13 sierpnia i 5 września 2002 r., to potem ślad po nim zaginął. Ostateczne potwierdzenie odkrycia nastąpiło 24 września 2003 r., kiedy Scott Sheppard uchwycił księżyc na zdjęciach zrobionych przez Davida Jewitta i siebie 29-30 sierpnia i 20 września. Obserwacja została też potwierdzona 30 września przez Holmana.